# Araneus xizangensis
Araneus xizangensis är en spindelart som beskrevs av Hu 200. Araneus xizangensis ingår i släktet Araneus och familjen hjulspindlar. Inga underarter finns listade i Catalogue of Life.